# Brongniartia goldmanii
Brongniartia goldmanii är en ärtväxtart som beskrevs av Joseph Nelson Rose. Brongniartia goldmanii ingår i släktet Brongniartia och familjen ärtväxter. Inga underarter finns listade i Catalogue of Life.